# Epipristis storthophora
Epipristis storthophora är en fjärilsart som beskrevs av Louis Beethoven Prout 1937. Epipristis storthophora ingår i släktet Epipristis och familjen mätare. Inga underarter finns listade i Catalogue of Life.